# 中興里福德祠
24°09′02″N 120°39′44″E / 24.150475°N 120.662269°E
中興里福德祠，是位於臺灣臺中市西區中興里的土地祠，因無法證明在1993年7月21日前就已存在，而一度面臨非法佔據問題。

## 廟景
中興里福德祠位於鄰近草悟道的弄巷內，面積約僅28平方公尺。廟內奉六尊土地公、一尊土地婆，有些為早期在田隴間供奉的土地神，後來蓋起大樓，方集中供奉，部分則是六合彩盛行時所遺棄。該廟除是當地信仰中心外，因鄰草悟道段，每逢土地公生日，常有建築業、仲介業、企業或地方行號會打金牌來還願，香火鼎盛。
廟內有一塊石碑，上刻「壬子」字樣。2017年報導時，一名八旬的地方耆老人士表示，在他年幼時該廟僅有一塊石碑，之後才逐漸建廟。建廟初期未取得主管機關許可使用。多年來屢有修建，在1996年立修建沿革碑。

## 問題
《國有財產法》規定1993年7月21日前的國有地，佔據者在繳納使用補償金後可承租或購買，反之則要繳納過去5年的使用補償金並騰空建物。此廟就面臨了需證明自己在1993年7月21日前就已存在的合法議題。但，政府保存的航空照中，只有2008年後才照到此廟建建築，之前照片則被樹擋住。
地方2008年起就開始奔走，希望合法承租國有地，如中興里里長何富保在2017年時報導表示，半世紀前他在西區落地生根時，此廟就已存在。他認為，若依照石碑的「壬子」推算，廟至少1912年就已存在，即使退而求其次，也是1972年，均早於法定時間，但不為被國產署接受。
2017年4月11日，立委黃國書會同相關單位現勘協調。他表示該土地公廟確實存在多年，主管機關竟無法幫助地方合法承租，反讓土地公被迫背上佔用國有地之名，匪夷所思。國有財產署回應，若無法出具航照圖、水電繳費單或申裝日期、門牌初編等時間證明文件，可由當地區公所出具使用時間證明，便可申請承租。西區公所當場允諾將訪談地方人士後提出證明，助廟方解套。